# JARTA
JARTA（Japan Athletes Rehabilitation Trainers Association、日本アスリートリハビリテーショントレーナー協会）は、スポーツトレーナーの育成・派遣機関である、通称ジャルタ。

## 概要
設立は2013年。設立者は理学療法士でスポーツトレーナーの中野崇。日本古来の文化である武道・武術の概念をスポーツトレーニングに応用したトレーニング理論・コンディショニング技術・身体観を構築し、スポーツトレーナー育成事業（講習会）を展開。それらを修了したJARTA認定トレーナーをスポーツ現場に派遣する活動を行っている。JARTA認定トレーナーの多くは医療系の国家資格である理学療法士である。

## 特色
現在日本で主とされているトレーニングの大半は、西洋的な考え方・身体観に基づいたものであり、それらは「要素主義」（高岡英夫提唱）によるものであるが、JARTAでは要素主義に対して、全ての関連要素の間にある関係性や影響を考慮しながら目的を達成してゆく「関係主義」（同氏提唱）を重視している。
JARTAは関係主義に基づいて、フィジカルを鍛えたときにスキルや認識力にどういった影響があるのかまで緻密に考慮し、全てを関連させて向上させることが重要だという立場をとっている。具体的な方法論として、JARTAは統合化トレーニングを考案。JARTAセンタリングトレーニングという名称で講習会受講者に指導している。

### JARTAセンタリングトレーニング
「日本人が世界で勝つために、小柄な選手が大柄な選手に勝つために、パワーやスピードで劣る相手に勝つために」をテーマに構築されたトレーニングメソッド。1次姿勢と呼ばれる、人間の運動を下支えする「立位」を整えることから開始される。ケガをしないことも含めて、ハイパフォーマンスを実現するために必要な前提条件を整えることに有効とされる。

## アスリートサポート実績
- 永井雄一郎（サッカー元日本代表）
- 田中明日菜（女子サッカー日本代表）
- 鮫島彩（女子サッカー日本代表）
- 永里優季（女子サッカー日本代表 ドイツ フランクフルトレディース所属）
- 東城翔也（ポルトガルリーグ1部　Maritimo所属）
- 岡本篤志（西武ライオンズ）
- 野上亮磨（西武ライオンズ）
- 西田直斗（阪神タイガース）
- 鈴木友也（モトクロス選手）
- 橋本恋（プロサーファー）
- 関東ラグビー協会
- 日ノ本学園（女子サッカー）
- 京都大学硬式野球部
- 京都大学女子ラクロス部
- 名古屋大学女子ラクロス部
- イタリア日本人留学生トレーニングサポート

## アドバイザー
- 海堀あゆみ（テクニカルアドバイザー｜元女子サッカー日本代表ＧＫ）
- 吉田輝（テクニカルアドバイザー｜フットサル元日本代表）
- 石津貴代（メンタルアドバイザー｜メンタルトレーナー）
- 長谷川聡（メディカルアドバイザー｜理学療法士）
- 安井佑（メディカルアドバイザー｜医師）
- 中川法一（メディカルアドバイザー｜理学療法士）
- 武藤隆太（メディカルアドバイザー｜歯科医）